# Toshima (Tóquio)

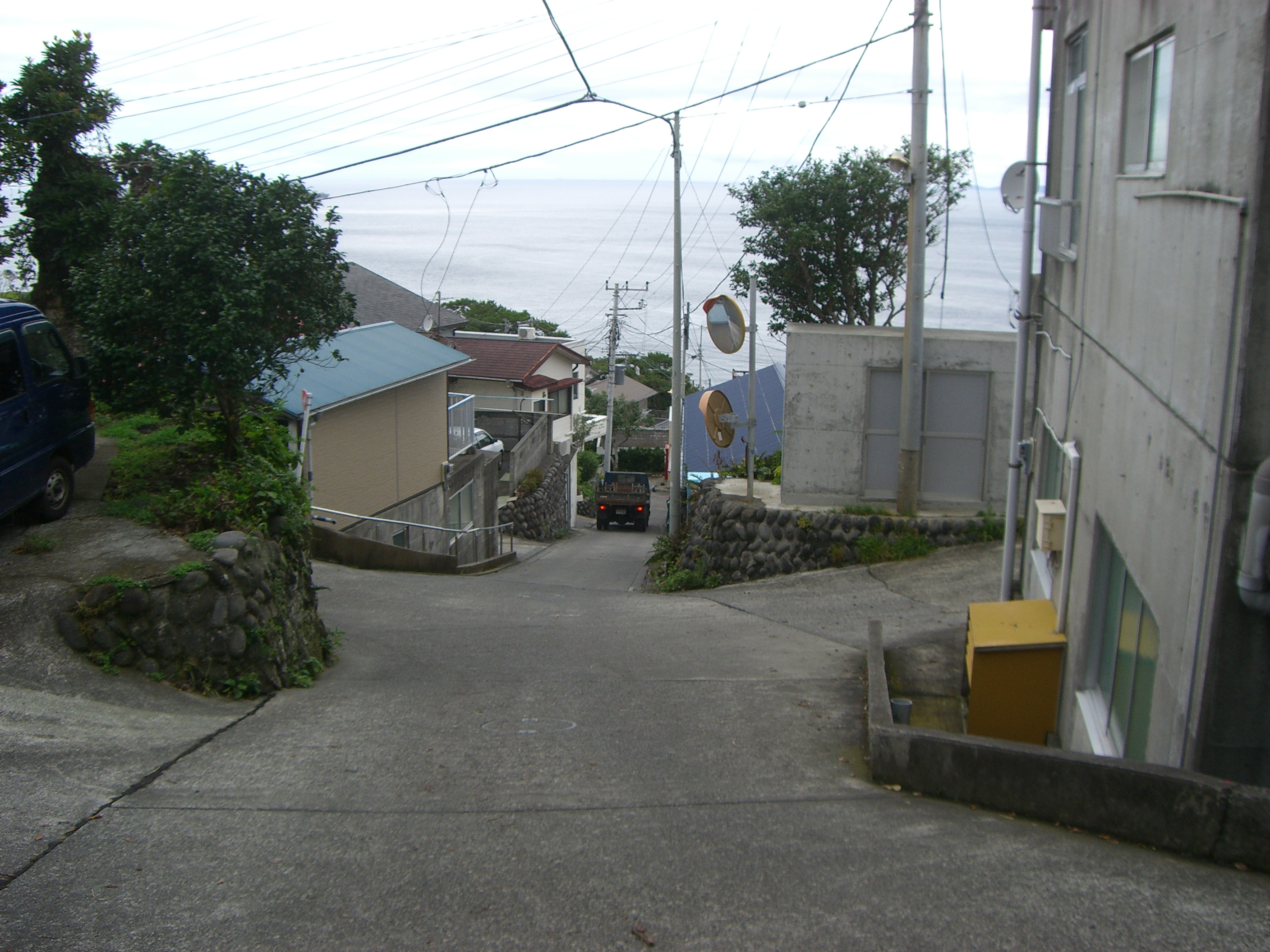
Rua de Toshima, em Tóquio

Toshima (利島村 Toshima-mura) é, ao mesmo tempo, uma vila cujo governo é subordinado à metrópole de Tóquio e uma ilha vulcânica pertencente ao arquipélago Izu. Em 10 de janeiro de 2018, a vila tinha uma população estimada em 347 pessoas e a densidade populacional era de 84.22 pessoas por quilometro quadrado. A sua área total é de 4.12 quilômetros quadrados.